# 周王城广场站
周王城广场站是洛阳轨道交通1号线的地铁车站，位于中华人民共和国河南省洛阳市西工区唐宫路街道与西工街道交界中州中路王城广场地下，2021年3月28日投入运营。

## 车站结构
本站为地下二层车站，其中地下一层为站厅层，地下二层为站台层，设一座岛式站台，供1号线使用。

## 出入口
本站目前开通5个出入口。

## 历史
周王城广场站于2021年3月28日随洛阳轨道交通1号线的开通而启用。